# Charles Hernu
Charles Hernu (ur. 3 lipca 1923 w Quimper, zm. 17 stycznia 1990 w Villeurbanne) – francuski polityk, dziennikarz i samorządowiec, deputowany, w latach 1981–1985 minister obrony.

## Życiorys
W okresie II wojny światowej od 1943 był członkiem paramilitarnej organizacji młodzieżowej Chantiers de la jeunesse française. Pracował jako urzędnik wydziału informacji społecznej w administracji Państwa Francuskiego. Po wyzwoleniu w 1944 był krótko więziony, później wstąpił w szeregi żandarmerii. Po demobilizacji zajmował się dziennikarstwem, w latach 1947–1956 i 1959–1965 pracował też w centrali handlu zagranicznego CNCE.
Działał w partii radykalnej, na początku lat 50. dołączył do jej komitetu wykonawczego. Należał do środowiska wolnomularzy, kierował też klubem politycznym Club des Jacobins. Od 1956 do 1958 był deputowanym do Zgromadzenia Narodowego IV Republiki III kadencji. Należał do posłów przeciwnych utworzeniu V Republiki. Był członkiem Zjednoczonej Partii Socjalistycznej. Od 1964 działał w Konwencie Instytucji Republikańskich, będąc bliskim współpracownikiem François Mitterranda. W latach 1971–1977 wchodził w skład komitetu wykonawczego Partii Socjalistycznej. Od 1977 do 1990 był merem Villeurbanne.
W latach 1978–1981 sprawował mandat posła do Zgromadzenia Narodowego V Republiki VI i VII kadencji. 22 maja 1981 do 20 września 1985 był ministrem obrony w pierwszym, drugim i trzecim rządzie Pierre’a Mauroy oraz w gabinecie Laurenta Fabiusa. Ustąpił ze stanowiska w wyniku skandalu, jaki wybuchł po zatopieniu przez agentów DGSE należącego do organizacji Greenpeace statku „Rainbow Warrior”.
W latach 1986–1990 był radnym regionu Rodan-Alpy. W 1986 i 1988 ponownie wybierany na deputowanego do niższej izby francuskiego parlamentu, w której zasiadał do czasu swojej śmierci w 1990.